# واسطه‌های متابولیک
واسطه‌های متابولیک (انگلیسی: Metabolic intermediate) مولکول‌هایی هستند که پیش‌سازها یا متابولیت‌های مولکول‌های بیولوژیکی مهم هستند.
اگرچه این واسطه‌ها اهمیت مستقیم نسبتاً کمی برای عملکرد سلولی دارند، اما می‌توانند نقش مهمی در تنظیم آلوستریک آنزیم‌ها داشته باشند.

## اهمیت بالینی
برخی از آن‌ها می‌توانند در اندازه‌گیری نرخ فرآیندهای متابولیک سودمند باشند (به عنوان مثال، اسید ۳٬۴-دی‌هیدروکسی‌فنیل‌استیک اسید یا ۳-آمینوایزوبوتیریک اسید).
از آن جایی که آن‌ها می‌توانند نقاط غیرطبیعی ورود به مسیرهای متابولیک طبیعی را نشان دهند، برخی از آنها (مانند ریبونوکلئوتید AICA) در توسعه درمان‌های جدید مورد توجه پژوهش‌گران هستند.